# Adam Sigmund von Thüngen

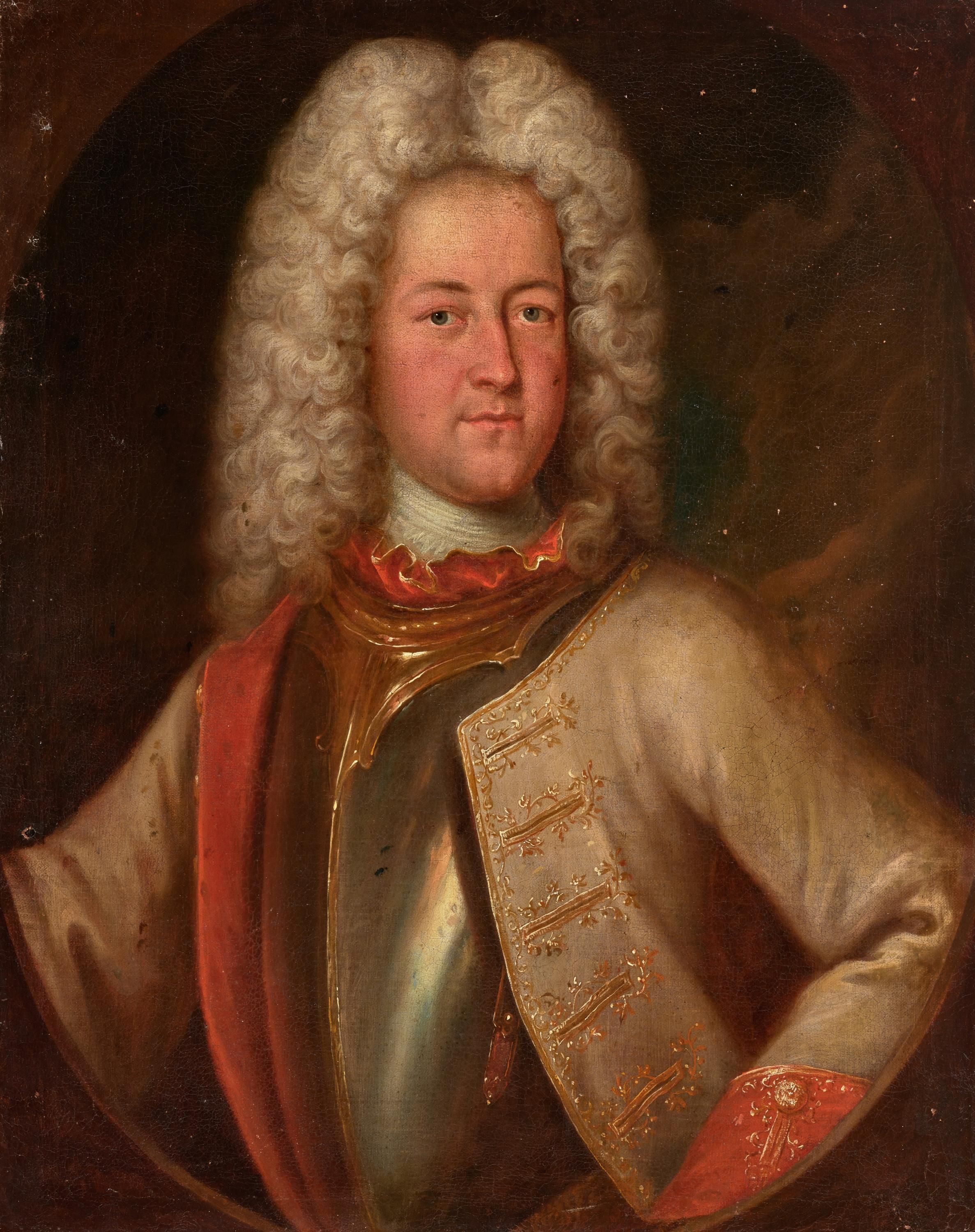
Adam Sigmund von Thüngen (1720)

Freiherr Adam Sigmund (Sigismund) von Thüngen (* 1687; † 4. Juni 1745 in  Hohenfriedberg) war k. k. österreichischer Feldzeugmeister.

## Herkunft
Seine Eltern waren Philipp Reinhard von Thüngen aus dem Haus Roßbach und dessen Ehefrau Anna Eva Voit von Salzburg.

## Leben
Er war ein Neffe des Feldmarschalls Johann Karl von Thüngen († 1709) und trat früh in den kaiserlichen Dienst, wo er sich wiederholt auszeichnete. 1704 wurde er Fähnrich und kämpfte bereits 1716/17 als Obristleutnant unter Prinz Eugen gegen die Türken. 1717 kam er in das Regiment Arenberg. Er wurde 1733 Obristfeldwachtmeister und war von 1733 bis 1736 Interimskommandant von Luxemburg und Namensgeber des dortigen Forts Thüngen. Dort wurde er 1734 kaiserlicher Generalfeldmarschallleutnant. Im Jahr 1735 wurde er Oberst des Infanterie Regimentes Nr. 7 Neipperg, im selben Jahre wurde er zum General befördert und zum Inhaber des Infanterie-Regimentes Nr. 57 ernannt. 1737 eroberte er die Festung Nissa. Seit 1741 war er Feldzeugmeister, 1745 vertrieb er die Franzosen und Bayern aus der Pfalz am 6. Januar 1745 eroberte er Amberg und eroberte Neumarkt.
In der Schlacht bei Hohenfriedberg am 4. Juni 1745 verlor er ein Bein durch eine Kanonenkugel und starb noch am selben Tag.

## Familie
Er war seit 1734 mit Anna von Jost (* 4. Dezember 1715; † 1778) verheiratet. Das Paar hatte mehrere Kinder:
- Karl Christoph
- Luise Charlotte (* 1739)

⚭ Wilhelm von Quadt
⚭ Karl Wilhelm Ernst Hofer von Lobenstein
- Charlotte († 17. August 1760) ⚭ (Vetter) Johann Sigmund Karl von Thüngen (1730–1800), Kammergerichtspräsident